# Adolphe Ier de La Marck
Pour les articles homonymes, voir Adolphe Ier.
Adolphe Ier de La Marck est également connu sous le nom d'Adolphe Ier, comte d'Altena-Marck. Il est le fils de Frédéric Ier, comte de Berg-Altena et de sa femme, Alveradis de Krickenbeck, fille de Reiner de Krieckenbeck-Millendonk,.
Adolphe appartient par son père à une ligne cadette des comtes de Berg (partant d'Adolphe II de Berg) et est le fondateur de la branche noble des comtes de La Marck. Par sa mère, il descend des premiers comtes de Gueldre, Alveradis étant l'arrière-arrière-petite-fille de Gérard Ier.
Il réunit les terres des comtes de Berg-Altena, — en possession des comtes d'Altena et Isenberg, les branches aînées de sa famille depuis la division de leur patrimoine en 1180, — formant ainsi le comté de La Marck avec pour capitale la ville de Hamm. Adolphe Ier est par ailleurs préfet du monastère de Cappenberg et de l'abbaye de Werden.

## Naissance
La date de naissance d'Adolphe n'est pas claire. L'année 1194 est couramment acceptée, bien qu'une date antérieure ait parfois été évoquée et paraisse plus vraisemblable. Dans son livre Die Landstände der Grafschaft Mark bis zum Jahre 1510: Mit Urkundlichen Beilagen, Rudolf Schulze a déterminé que la date de naissance d'Adolf était 1164. 
En 1198, Frédéric Ier avait érigé Burg Mark sur une colline au-dessus de Hamm au nom de son fils. Par ailleurs, Adolphe a signé en tant que témoin une charte en 1194. La logique exige donc qu’il ait atteint la majorité à ce moment-là. Dans l'Allemagne médiévale, la majorité était liée à la capacité de servir au combat ou de porter les armes, c'est-à-dire généralement entre 12 et 15 ans, de sorte qu'Adolphe devait être né au moins 12 ans avant de signer la charte en 1194. Adolf est donc né entre 1179 et 1182.
Un autre fait juridique à l'appui de cette théorie est que le père d'Adolphe est décédé en 1198 ou 1199 et que le jeune prince est devenu le nouveau comte d'Altena-Mark et Krickenbeck. Or, s'il n'avait été pas en âge de régner à ce moment-là, sa mère ou un proche aurait été nommé régent. Mais il n'y a aucun indice de la sorte dans les chartes de l'époque, au contraire puisqu'Adolphe signe d’autres chartes : en 1202, il se nomme Adolfus puer come de Marke. Le mot puer a souvent été traduit par « jeune comte », mais à l’époque médiévale, le mot latin puer est également utilisé pour désigner le statut social correspondant à « chevalier ou écuyer » ou, plus simplement, « chevalier en apprentissage ». En 1205, il signe à nouveau une charte mais cette fois-ci, il utilise uniquement son nom légal et son titre en tant que com. Adolphus de Marka sans le préfixe puer au titre. Son temps comme écuyer était donc apparemment terminé. Donc, toute date de naissance présumée après 1182 devient improbable. L'apprentissage durait habituellement jusqu'à l'âge de 20 ou 21 ans, jusqu'à ce que le chevalier ne soit finalement anobli. Cela correspond parfaitement à Adolphe comme puer comes ... en 1202 et com. de Marka en 1205 : il aurait eu 20 ans en 1202 et 23 ans sur 1205.

## Biographie
Comme son père, Adolphe devient comte de Berg-Altena et Krickenbeck et préfet des monastères de Werden et Cappenberg.
À partir de 1202, Adolphe prend le nom de "von der Mark" (de la Marck), d'après cette nouvelle résidence principale construite par son père sur un terrain acquis à l'origine soit de l'archevêque de Cologne (Philippe de Heinsberg), soit de la noble famille de Rüdenberg.
Comme toute sa famille, Adolphe a été impliqué dans le différend relatif au patrimoine de la Couronne allemande. Les sources diffèrent pour savoir dans quel camp il s'est battu : Stirnberg prétend qu'Adolphe était du côté des Hohenstaufen dès le début mais peut-être le jeune comte est-t-il resté indécis jusqu'en 1212. Cependant, en 1225, Adolphe semble avoir pris publiquement position comme parent fidèle de l'empereur et de l'archevêque de Cologne. Après le conflit opposant ses cousins Frédéric d’Isenberg et Engelbert II de Berg, archevêque de Cologne, qui s’achève par le meurtre de l’archevêque et la condamnation et l’exécution de Frédéric, Adolphe se voit attribuer de larges parts des propriétés de son cousin, rassemblant ainsi la majeure partie de l'héritage des Berg.
Adolphe meurt le 28 juin 1249. Il est enterré au monastère de Cappenberg.

## Famille et descendance
Adolphe a été marié au moins à Ermengarde de Gueldre, probablement une sœur du comte Gérard III et donc une fille du comte Otton Ier, décédée après 1230. Il est possible qu'il ait par ailleurs épousé en premières noces une certaine Luitgard, peut-être fille du comte Gérard II de Looz-Rieneck et qui serait décédée en 1201 ou en 1210.
Adolphe de La Marck a eu huit enfants. De son premier mariage est issue une fille, Ermengarde, abbesse de Bersenbrück. De son second mariage sont nés sept enfants dont une fille mariée à Diether IV comte de Katzenelnbogen († 1249) et Eberhard, corégent de La Marck (1218-mai 1241). D'après Levold von Northof, le comte Eberhard était le fils aîné d'Adolphe et meurt dans un tournoi près de Neuss. Selon les commentaires de Hermann Flebbe (1954), il s'agit probablement du tournoi de mai 1241, au cours duquel de nombreux chevaliers trouvèrent la mort. Un autre enfant issu de son second mariage est Othon, comte d'Altena († 14 août 1262 ou 1269), prévôt d'Aix-la-Chapelle et de Maastricht, comte d'Altena depuis 1249, soit par séparation, soit (plus probablement) par administration conjointe de l'héritage paternel avec son frère Engelbert. Après la mort d’Eberhard, Othon, qui n’avait peut-être pas encore reçu d’ordination religieuse, étant encore âgé de moins de 17 ans, a été reclassé dans la chevalerie du rang spirituel. Othon a été intégré à la succession par son père et, à l'instar d'Engelbert, a été nommé corégent. Il devient plus tard comte d'Altena. Il décède sans enfants de son mariage avec Ermengarde de Holte. Gérard, autre enfant de Adolphe de La Marck (1220-1272), est évêque de Münster à partir de 1261. Engelbert Ier (1225-16 novembre 1277) est successeur du père en tant que comte de La Marck. Comme son frère Othon, son père l'a élevé au rang de co-régent après la mort d'Eberhard. Richarde († 1270), est abbesse du monastère de Fröndenberg et plus tard du monastère de Kentrop, mariée au comte Othon Ier de Dale († avant 1257). Enfin, Adélaïde († 1233) est mariée à Sponheim-Starkenburg, comte de Sayn († 1266).